# Кубок світу з біатлону 2014—2015 — етап 1
Перший етап Кубка світу з біатлону 2014—15 відбувся в Естерсунді, Швеція, з 30 листопада по 7 грудня 2014 року. До програми етапу включено 7 гонок: індивідуальна, спринт та гонка переслідування у чоловіків та жінок, а відкрився етап змішаною естафетою.

## Гонки
Розклад гонок наведено нижче.
| Дата         | Час       | Гонка                                  |
| ------------ | --------- | -------------------------------------- |
| 30 листопада | 15:30 CET | Змішана естафета 2х6+2х7,5 км          |
| 3 грудня     | 17:15 CET | Чоловіки, індивідуальна гонка на 20 км |
| 4 грудня     | 17:15 CET | Жінки, індивідуальна гонка на 15 км    |
| 6 грудня     | 11:30 CET | Чоловіки, спринт на 10 км              |
| 6 грудня     | 14:45 CET | Жінки, спринт на 7,5 км                |
| 7 грудня     | 11:00 CET | Чоловіки, переслідування 12,5 км       |
| 7 грудня     | 13:30 CET | Жінки, переслідування 10 км            |

## Змішана естафета

### Призери
| Гонка:                                                                                | Золото:                                                       | Час                                                       | Срібло:                                                                               | Час                                                       | Бронза:                                                                  | Час                                                       |
| Естафета 2 x 6 км + 2 x 7,5 км Протокол [Архівовано 4 жовтня 2015 у Wayback Machine.] | Франція Анаїс Бескон Анаїс Шевальє Сімон Фуркад Мартен Фуркад | 1:15:05.5 (0+0) (0+3) (0+3) (0+2) (0+1) (0+0) (0+0) (0+2) | Норвегія Сіннове Солемдаль Тіріл Екгофф Ветле Шостад Крістіансен Ларс Хегле Біркеланд | 1:15:05.7 (0+3) (1+3) (0+1) (0+1) (0+0) (0+3) (0+0) (0+0) | Німеччина Франціска Гільдебранд Франціска Пройс Арнд Пайффер Сімон Шемпп | 1:15:05.7 (0+2) (0+0) (0+1) (0+3) (0+2) (0+1) (0+0) (0+0) |

## Чоловіки

### Призери
| Гонка:                                                                          | Золото:                       | Час               | Срібло:                | Час               | Бронза:                       | Час               |
| Індивідуальна 20 км Протокол [Архівовано 15 вересня 2015 у Wayback Machine.]    | Еміль Хегле Свендсен Норвегія | 53:25.6 (0+0+0+0) | Сергій Семенов Україна | 54:43.2 (0+1+0+0) | Міхал Шлезінгр Чехія          | 55:33.9 (0+0+1+0) |
| Спринт 10 км Протокол [Архівовано 27 червня 2015 у Wayback Machine.]            | Мартен Фуркад Франція         | 24:46.6 (0+0)     | Ондрей Моравець Чехія  | 25:14.9 (0+0)     | Яков Фак Словенія             | 25:15.3 (0+0)     |
| Переслідування 12,5 км Протокол [Архівовано 15 вересня 2015 у Wayback Machine.] | Мартен Фуркад Франція         | 33:54.9 (2+1+0+1) | Антон Шипулін Росія    | 34:04.9 (0+0+1+0) | Еміль Хегле Свендсен Норвегія | 34:21.2 (0+1+0+1) |

## Жінки

### Призери
| Гонка:                                                                       | Золото:                    | Час               | Срібло:                    | Час               | Бронза:                    | Час               |
| Індивідуальна 15 км Протокол [Архівовано 8 грудня 2014 у Wayback Machine.]   | Дарія Домрачова Білорусь   | 46:43.6 (0+0+1+1) | Кайса Мякяряйнен Фінляндія | 47:11.5 (0+1+1+0) | Валя Семеренко Україна     | 47:21.7 (0+0+0+0) |
| Спринт 7,5 км Протокол [Архівовано 8 грудня 2014 у Wayback Machine.]         | Тіріл Екгофф Норвегія      | 21:35.5 (0+1)     | Вероніка Віткова Чехія     | 21:40.1 (0+0)     | Кайса Мякяряйнен Фінляндія | 21:43.1 (1+1)     |
| Переслідування 10 км Протокол [Архівовано 10 грудня 2014 у Wayback Machine.] | Кайса Мякяряйнен Фінляндія | 35:01.7 (1+1+0+1) | Валя Семеренко Україна     | 35:49.6 (1+0+2+1) | Доротея Вірер Італія       | 35:50.0 (1+1+0+2) |

## Досягнення
Найкращий виступ за кар'єру
|  |  |

Перша гонка в Кубку світу
- Юлія Журавок (UKR), в індивідуальній гонці

|  |  |